# Christell Andersson
Christell Andersson, född omkring 1964, är en svensk stödassistent samt föreläsare om våld i nära relationer.

## Biografi
Andersson inledde vid 16 års ålder en relation med en man som hon flyttade ihop med ett år senare. Deras relation kom att utvecklas på ett kontrollerande och destruktivt sätt med återkommande misshandel, vilket bröt ner Anderssons självkänsla.
Efter många års isolering i hemmet med fyra barn utbildade hon sig på omvårdnadsprogrammet och började arbeta som stödassistent på ett gruppboende 2005. Successivt började hennes situation uppmärksammas av utomstående, och 2014 fick hon stöd av bland annat sin chef och sin son att komma till Kriscentrum för kvinnor där hon fick professionell hjälp för att ta ut skilsmässa och polisanmäla sin man. Han dömdes senare till 18 månaders fängelse för grov kvinnofridskränkning.
Andersson kom 2018 ut med sin bok Från knytnävsslag till egen identitet: jag reste mig från våld i nära relation. Hon föreläser återkommande i olika sammanhang om sina upplevelser.